# Nury
Pour les articles homonymes, voir Nury (homonymie).
Nury (prononciation : [ˈnurɨ]) est un village polonais de la gmina de Rząśnik dans le powiat de Wyszków de la voïvodie de Mazovie dans le centre-est de la Pologne.

## Histoire
De 1973 à 1975, la gmina faisait partie du territoire de la voïvodie de Varsovie, puis de 1975 à 1998, de la voïvodie d'Ostrołęka.

Depuis 1999, la gmina Rząśnik est située dans la voïvodie de Mazovie.